# Siegfried Wolfinger
Siegfried Wolfinger (n. 1910, Bârlad, România – d. Franța) a fost un regizor de teatru, pictor, scenograf evreu din România. A lucrat la Teatrul Municipal din București și a fost cunoscut și ca W. Siegfried.

## Educație
Siegfried Wolfinger a urmat cursurile școlii primare și ale Liceului „Codreanu” din Bârlad, pe care îl absolvă în anul 1928. După absolvirea liceului a plecat la Paris, unde a urmat Academia de Belle-Arte pe care a absolvind-o în anul 1930. A fost elevul lui Andre Lotte. În această perioadă a fost remarcat și apreciat de către G. M. Cantacuzino.
A frecventat timp de trei ani Academia Liberă a lui Teodorescu-Sion, apoi în Studioul Teatrului Național din București a urmat cursuri de perfecționare. 

## Carieră
Debutul de pictor-decorator l-a făcut la „Metro-Goldwin” din Bruxelles. A fost profesor la Institutul de Arte Plastice „Nicolae Grigorescu”.

## Viață personală
Cu toate că a fost homosexual, a fost căsătorit cu artista plastică Cella Voinescu.
Este înmormântat la Neuilly-sur-Seine.

## Distincții
- Medalia Muncii (1949)[13][14]
- Ordinul Muncii clasa a III-a (1949)[15][14]
- Ordinul Muncii clasa I (19 aprilie 1952) „pentru munca depusă cu ocazia «Centenarului Caragiale»”[16][14]
- titlul de „Laureat al Premiului de Stat” clasa I pe anul 1952[14]
- Medalia „A cincea aniversare a Republicii Populare Române” (24 decembrie 1952) „pentru lupta și munca duse în vederea făuririi, consolidării și prosperării Republicii Populare Române” (menționat B. Sigfried)[17][14]
- titlul de Maestru Emerit al Artei din Republica Populară Română (13 octombrie 1953) „pentru realizări valoroase și activitate rodnică în ramurile artistice”[18][14]
- Ordinul „Steaua Republicii Populare Romîne” clasa a IV-a (25 decembrie 1957) „cu prilejul împlinirii a zece ani de activitate a Teatrului Municipal din București, pentru merite deosebite în activitatea artistică”[19][14]

Toate distincțiile de mai sus i-au fost retrase la 9 decembrie 1958 de către Prezidiul Marii Adunări Naționale a Republicii Populare Romîne „ca urmare a săvîrșirii unor fapte penale grave”.